# MROニュース
『MROニュース』（エムアールオーニュース）は、北陸放送のテレビとラジオで放送されているローカルニュース番組。
かつて北陸放送が北國新聞と関係があった頃には、テレビは『北國新聞・MROニュース』（ほっこくしんぶん・エムアールオーニュース）、ラジオは『北國新聞ニュース』というタイトルで放送されていた。

## 基本放送時間

### テレビ
- 平日：11:50頃 - 11:53:30 （『ひるおび!・午前』の後半『JNNニュース』内）
- 平日：15:45 - 15:47頃（2021年9月27日から『ゴゴスマ -GO GO!Smile!-』〈CBCテレビ制作〉に内包）
- 月曜 - 木曜：23:50頃 - 23:52（『news23』内）
- 土曜：11:54頃 - 11:57 （『JNNニュース』内）、18:50 - 19:00
- 日曜：11:34頃 - 11:37 （『JNNニュース』内）、17:45 - 17:54 （『Nスタ』内、CMを挟むためローカルニュース・天気は実質3分間）
- 土曜・日曜：21:54 - 22:00

### ラジオ
放送時間は2021年10月以降。太字は『ニュース&ウェザー』として放送されることを表す。

#### 平日
- 午前：7:40 - 7:45、9:00 - 9:05、10:00 - 10:05、11:00 - 11:05
- 午後：12:00 - 12:10、12:55 - 13:00、15:00 - 15:05、16:00 - 16:05、17:45 - 17:55（MROイブニングニュース）

#### 土曜
- 午前：9:55 - 10:00、10:55 - 11:00
- 午後：12:00 - 12:10、12:55 - 13:00、17:50 - 18:00

#### 日曜
- 12:00 - 12:10、12:55 - 13:00、15:55 - 16:00

## 補足

### テレビ
1990年代、2000年代ぐらいまでは平日15:55 - 16:00（時間帯は変動あり）と平日22:54 - 23:00に放送されていた。
土曜22時台も1988年3月26日まで放送されていたが『土曜ドラマスペシャル』開始で打ち切りになっている。
平日11:40 - 11:45（1992年4月3日まで）、月曜と水曜を除く21:54 - 22:00に『MROニュース＆ウエザー』が放送されていた。
これに加えて平日・土曜・日曜昼の『JNNニュース』でもローカルニュースが放送されていた。
平日朝の時間帯は『テレビ列島7時』『JNN8時のニュース』『朝のホットライン』『THE WAVE』『ビッグモーニング』『ザ・フレッシュ!』『フレッシュ!』『おはようクジラ』『エクスプレス』『おはよう!グッデイ』『ウォッチ!』『みのもんたの朝ズバッ!』などでローカルニュースを伝えていた。『みのもんたの朝ズバッ!』（後の『朝ズバッ!』）の中で7:12頃にローカルニュースが放送されていたが、平日16時前のローカルニュース復活に伴って廃止され、以後は石川県内の天気などが放送されている。
1985年10月5日から2008年3月まで土曜夕方に『MROテレポート6』『MRO NEWS ON 6』『ホウトク!』といった30分間のニュースがあった。土曜夕方の『報道特集』では当初はローカルニュースが内包されていたが、2009年10月の改編で同番組終了後にローカルニュースを独立番組として放送する形となり、現在は関東ローカルのニュースをそのまま放送する形に切り替えられている。
日曜夕方に関しては1988年4月から『MROテレポート6』の30分版、1993年4月からは10分版、『MRO NEWS ON 6』の10分版が放送されていた。2005年4月からは『MROニュース』として放送していたが『Nスタ』の番組構成が変わった2011年10月から、ローカルニュースを挿入している。
平日にも一時期『NEWS23』終了直後に放送されていた時期があるが、2014年春の改編に伴うローカル枠再開に伴い、枠吸収された。また、土曜および日曜の早朝の『JNNニュース』と深夜の『S☆1』本編終了後のJNNニュースでもローカル枠は設定されておらず、関東ローカルのニュースをそのまま放送している（前者はエリアの天気のみ差し替え）。
年末年始においては、『レオスタ』休止時には夕方と夜間の放送を休止する代わりに、『Nスタ』や深夜の『JNNニュース』に内包して放送する。ただし、深夜の『JNNニュース』においては、最近は差し替えの頻度が減少している。また、前者においては関東ローカル部分も全国の天気に限りそのまま放送している。また、2017年12月29日は年末特別編成に伴う『レオスタ』休止の穴埋めとして、『Nスタ・第2部短縮版』（17:50 - 18:30）を同時フルネットで放送したが、「ホラン・森田のトクする天気」のコーナーは金沢発の県内ローカルニュース・天気予報に差し替えられた。
かつてYahoo!ニュース（Yahoo! JAPAN）において、MROのウェブサイトでは配信していないニュース動画が視聴できるようになっていたが、2021年末に動画配信を終了している。2022年4月18日より開始したTBS NEWS DIGで一部のニュースが動画配信されている。

### ラジオ
ラジオにおいては、かつて22:00頃にニュース枠の設定があったが廃止されただけでなく、全般的にローカルニュース枠は減少傾向にある。18:00以降には単独のローカルニュース枠が原則設定されていない。
年末年始においては『箱根駅伝』（文化放送）などの特別番組が放送されるため、放送時間が短縮、または休止になる。

## 関連番組

### 現在
- Atta

### 過去
- ワイド15:00
- MROテレポート6
- MRO NEWS ON 6
- MROイブニングニュース
- MROニュースランナー
- 総力報道!THE NEWS MRO
- レオスタ
- ホウトク!